# تاكاشي إيشي
تاكاشي إيشي (باليابانية: 石井貴؛ بالكانا: いしい たかし) هو لاعب كرة قاعدة ياباني، ولد في 25 أغسطس 1971 في أياسه في اليابان.

## وصلات خارجية
- تاكاشي إيشي على موقع الدوري الياباني لكرة القاعدة (الإنجليزية)
- تاكاشي إيشي على موقعبيزبول رفرنس.كوم (الدوري الثانوي) (الإنجليزية)